# Katiba
La katiba (en arabe : كتيبة, correspondant généralement à un bataillon ou à une compagnie) est le nom utilisé en français pour une unité ou un camp de combattants lors de différents conflits en Afrique du Nord ou dans le Sahel. 
Pendant la guerre d'Algérie, il s'agit d'une unité de base de l'ALN  (branche armée du FLN), équivalent d'une compagnie légère, qui peut atteindre cent hommes, ou la section, d'une trentaine d'hommes. L'action offensive exige de la katiba qu'elle se déplace clandestinement, et rapidement, d'un point à un autre, aussi éloignés que possible. L'unité de l'ALN pratique l'effet de surprise. Les marches se font, pour une bonne part, de nuit.
Le terme a depuis été repris par les mouvements insurrectionnels maghrébins, notamment islamistes, durant la guerre civile algérienne, en Libye (katiba de Tripoli) et ensuite dans le Sahel par AQMI.
Katiba est le nom d'un roman de Jean-Christophe Rufin, en référence à AQMI.